# In Rainbows
In Rainbows er det syvende studiealbum fra Radiohead. Albummet blev den 1. oktober annonceret og udkom derefter den 10. oktober 2007 som MP3 download. Albummet udkom den 3. december sammen med en ekstra CD, der indeholder ekstra materiale.
Diskboks udgaven af albummet, der også inkluderer MP3 downloaden, har en fast pris på 40£. MP3 downloadens pris er fuldstændig op til køberen, som kan købe albummet for 0£. Guitarist i Radiohead, Jonny Greenwood har udtalt, at dette ikke var for at lave ravage i musikindustrien, men mere for at få forbrugeren til at stoppe op og reflektere over hvad musik er værd.

## Indhold
1. "15 Step" – 3:57
2. "Bodysnatchers" – 4:02
3. "Nude" – 4:15
4. "Weird Fishes/Arpeggi" – 5:18
5. "All I Need" – 3:48
6. "Faust Arp" – 2:09
7. "Reckoner" – 4:50
8. "House of Cards" – 5:28
9. "Jigsaw Falling into Place" – 4:09
10. "Videotape" – 4:39

Diskboks udgaven af albummet indeholder en ekstra CD, der indeholder otte numre mere plus digitale fotos og artwork. 
1. "MK 1"
2. "Down Is the New Up"
3. "Go Slowly"
4. "MK 2"
5. "Last Flowers"
6. "Up on the Ladder"
7. "Bangers and Mash"
8. "4 Minute Warning"